# Phalsberg
Phalsberg est un jeu vidéo de rôle, développé par Michel Valentin et édité par ERE Informatique, sorti en 1986 sur Commodore 64. Il s'agit de l'un des rares jeu français à avoir été développé explicitement pour le marché américain du Commodore 64 à l'image d'Infernal Runner, Danse Macabre ou bien encore, No.

## Scénario
La planète Kalvor était un endroit paisible dirigé par le roi Philoxal. À l'aube du troisième millénaire, Blackstar, le commandant des légions Prétoriennes prit le pouvoir en renversant l'actuel roi. Aidé de ces mercenaires, il dispersa des reliques royales aux quatre coins du royaume.
Votre quête commence non loin de Phalsberg, une des villes de la cité. Vous ne possédez ni arme ni provision mais le voyage promet d'être riche en rencontres avant de pouvoir réunir les attributs du roi, retrouver Philoxal et restaurer la paix au sein de Kalvor.

## Système de jeu
Phalsberg est un jeu de rôle dans la lignée d'Ultima et de Mandragore dans lequel on va devoir explorer de nombreuses régions et livrer un nombre de combats importants. En premier lieu, le jeu propose la confection du personnage principal en personnalisant ses aptitudes (force, protection, charisme...) et sa classe (guerrier, nain, magicien, elf, voleur et clerc). Le choix du nombre de points à concéder pour chaque aptitude se fait de manière aléatoire, un compteur défile et lorsque le joueur presse le bouton feu, le compteur s'arrête sur un chiffre. Chaque classe correspond à un nombre, ainsi, avec une force peu élevée, le joueur ne pourra pas choisir la classe guerrier et devra reprendre la création de son avatar à zéro. L'utilisation d'une disquette de sauvegarde est alors nécessaire afin d'enregistrer son équipe. Il va sans dire que le joueur peut sauter cette étape en choisissant un personnage par défaut alloué par le jeu.
Le type de représentation principale est en vue du dessus, la partie en haut à gauche de l'écran représente la carte de Kalvor à partir de laquelle, par simple orientation du Joystick, nous avons la possibilité de la faire défiler. En mode carte, on peut effectuer les déplacements à pieds, à cheval ou en bateau. La partie droite de l'écran donne des renseignements sur notre santé, notre argent, l'heure, la date, notre position géographique sur la carte ainsi qu'un menu à base de mots clefs permettant d'interagir avec notre environnement et les personnages rencontrés. La zone de texte occupe le bas de l'écran et se destine à recevoir des informations sur notre progression, nos découvertes ainsi que le contenu de nos discussions avec les PNJ.
Dans les villes, nous pouvons acheter des armes et des provisions. La rencontre avec des habitants du royaume de Kalvor permettra d'échanger des informations en composant à l'aide du joystick des phrases à la fois assez longues et assez précises. Pour créer une phrase, une série de verbes et de mots clefs doivent être combinés afin d'en apprendre davantage sur notre mission, la région visitée et d'une manière générale, obtenir de bonnes adresses. En mode carte, le joueur peut se rendre dans des donjons pour effectuer des combats et récupérer des objets précieux. Les combats se déroulent en temps réel et à l'arme blanche sauf avec un personnage de classe magicien qui peut utiliser les sorts.
Pour apporter plus de cohérence à l'univers ainsi dépeint, Phalsberg propose également toute une série de concepts qui n'étaient pas nécessairement très répandus dans le Jeu de rôle en 1986. À titre d'exemple, Il est à noter qu'il faut attacher son cheval avant d'entrer dans une maison sinon il s'enfuira. Les points de vie décroissent en fonction de notre charge. Perdu dans une forêt, le joueur à la possibilité de survivre en s'adonnant à la chasse. Bien entendu, le repos reste le meilleur moyen de regagner son capital santé. Le joueur peut également se cacher pour tendre une embuscade à un ennemi et son voyage l'amènera à faire l'acquisition d'objets lui permettant par la suite de ressusciter des innocents. Enfin, la race de notre avatar et son charisme seront deux facteurs qui influeront sur les discussions avec les PNJ rencontrés.

## Portage
Phalsberg a été mis sur le marché à l'automne 1986. Un an après, la version anglaise a vu le jour. En 1988, c'était au tour de la version DOS d'être éditée.

## Accueil
| Publication                   | Note |
| FR Tilt (sur DOS)             | 70 % |
| FR Zzap!64 (sur Commodore 64) | 47 % |

En France, le magazine Tilt a bien reçu le jeu et parlait d'un "Jeu de rôle accessible aux débutants" dont la gestion des dialogues étaient selon eux "la principale originalité" et de conclure en indiquant que ce logiciel était "un must pour ceux qui voulaient s'initier au Jeu de rôle.
La presse Anglaise était beaucoup moins enthousiaste cependant, en témoigne le magazine Zzap!64 qui parlait d'un jeu "superficially complex" (superficiellement complexe) tout en relevant de grosses lacunes dans la création de personnage ainsi que dans sa traduction.